# Zimowe Igrzyska Paraolimpijskie 1992
V Zimowe Igrzyska Paraolimpijskie odbyły się we francuskiej miejscowości Albertville w dniach 25 marca - 1 kwietnia 1992. Zawody odbywały się w Tignes. Odbyły się dyscypliny pokazowe w narciarstwie alpejskim i klasycznym dla upośledzonych umysłowo oraz w biathlonie dla niewidzących. Oficjalną maskotką igrzysk był Alpy, stworzony przez 
Vincenta Thiebauta. Alpy był umieszczony w monoski, oraz był w kolorach: białym, zielonym i niebieskim, reprezentujących czystość/śnieg, nadzieję/naturę oraz dyscyplinę/jezioro.

## Dyscypliny
Rozegrano 79 konkurencji w 3 dyscyplinach:
- Biathlon
- Biegi narciarskie
- Narciarstwo alpejskie

## Państwa biorące udział

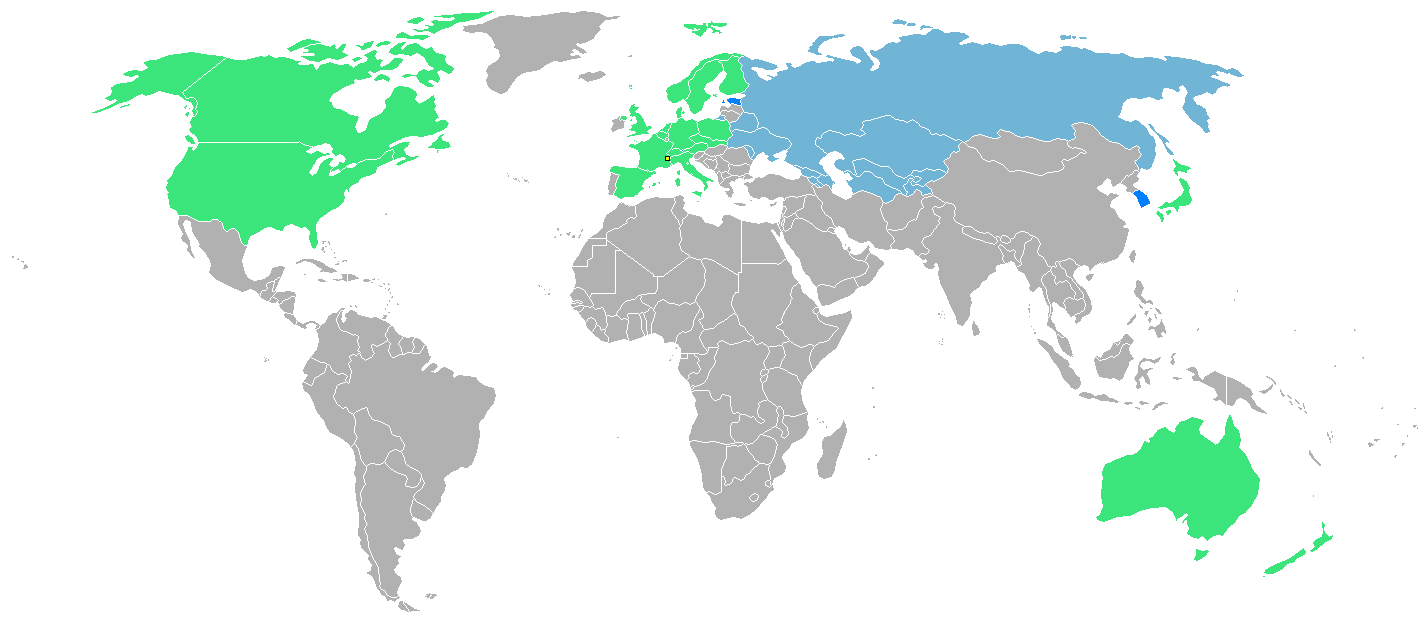
Państwa uczestniczące na Zimowych Igrzyskach Paraolimpijskich 1992; jasnoniebieskim oznaczono Wspólnotę Niepodległych Państw; ciemnozielonym oznaczono kraje, które startują po raz pierwszy; zielonym oznaczono kraje które wcześniej występowały i teraz też występują; szarym oznaczono pozostałe kraje

| - Australia - Austria - Belgia - Czechosłowacja - Dania - Estonia - Finlandia - Francja | - Hiszpania - Holandia - Japonia - Kanada - Korea Południowa - Liechtenstein - Niemcy - Nowa Zelandia | - Norwegia - Polska - Stany Zjednoczone - Szwecja - Szwajcaria - Wielka Brytania - Włochy - WNP |

## Klasyfikacja medalowa
| Klasyfikacja medalowa |                   |       |        |      |       |
| Pozycja               | Państwo           | Złoto | Srebro | Brąz | Razem |
| 1                     | Stany Zjednoczone | 20    | 16     | 9    | 45    |
| 2                     | Niemcy            | 12    | 17     | 9    | 38    |
| 3                     | WNP               | 10    | 8      | 3    | 21    |
| 4                     | Austria           | 8     | 3      | 9    | 20    |
| 5                     | Finlandia         | 7     | 3      | 4    | 14    |
| 6                     | Francja           | 6     | 4      | 9    | 19    |
| 7                     | Norwegia          | 5     | 5      | 4    | 14    |
| 8                     | Szwajcaria        | 3     | 8      | 4    | 15    |
| 9                     | Kanada            | 2     | 4      | 6    | 12    |
| 10                    | Polska            | 2     | 0      | 3    | 5     |